# Augochlorella michaelis
Augochlorella michaelis är en biart som först beskrevs av Joseph Vachal 1911.  Augochlorella michaelis ingår i släktet Augochlorella och familjen vägbin. Inga underarter finns listade.